# Noireau
Il Noireau è un fiume francese che scorre in Normandia, nei dipartimenti dell'Orne e del Calvados.

## Geografia
Il Noireau nasce sulle alture dell'antico cantone di Tinchebray, sul territorio di Saint-Christophe-de-Chaulieu, in prossimità del confine dei tre dipartimenti della Bassa Normandia, e il suo corso prende, per non più lasciarla, una direzione generale nordest sul territorio dell'Orne. Il corso d'acqua bagna principalmente Condé-sur-Noireau, ove esso riceve il suo principale affluente, la Druance, alla sua riva sinistra; esso riceve pure la Diane (o Guyanne) alla riva sinistra a Saint-Pierre-d'Entremont e la Vère a valle di Condé-sur-Noireau. Dopo aver costituito il confine tra l'Orne e il Calvados, il Noireau confluisce nell'Orne alla sua riva sinistra a Pont-d'Ouilly, al termine d'un corso di 43 chilometri tra il Bocage flérien e la Svizzera normanna.

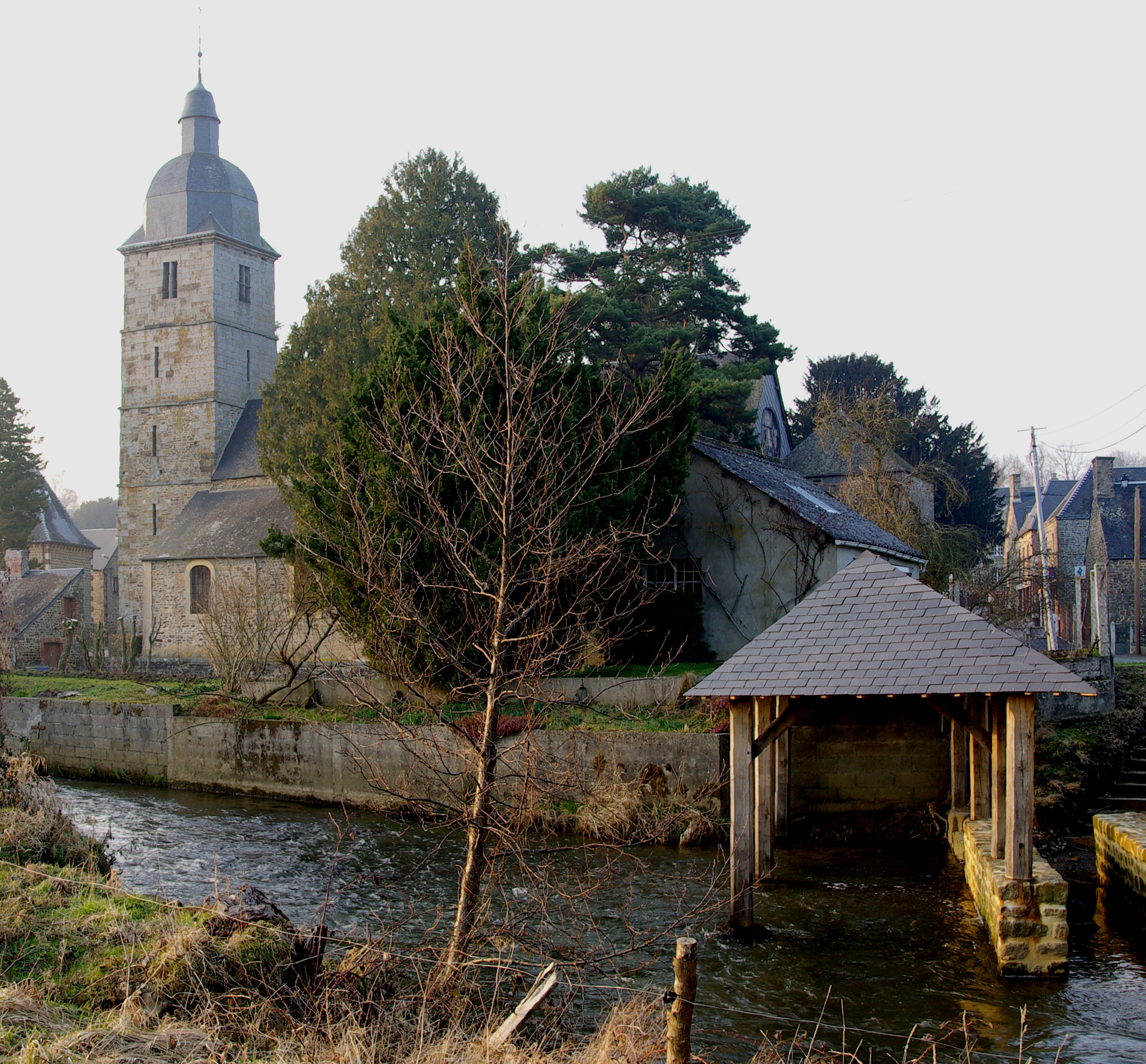
Lavatoio sul Noireau a Montsecret.
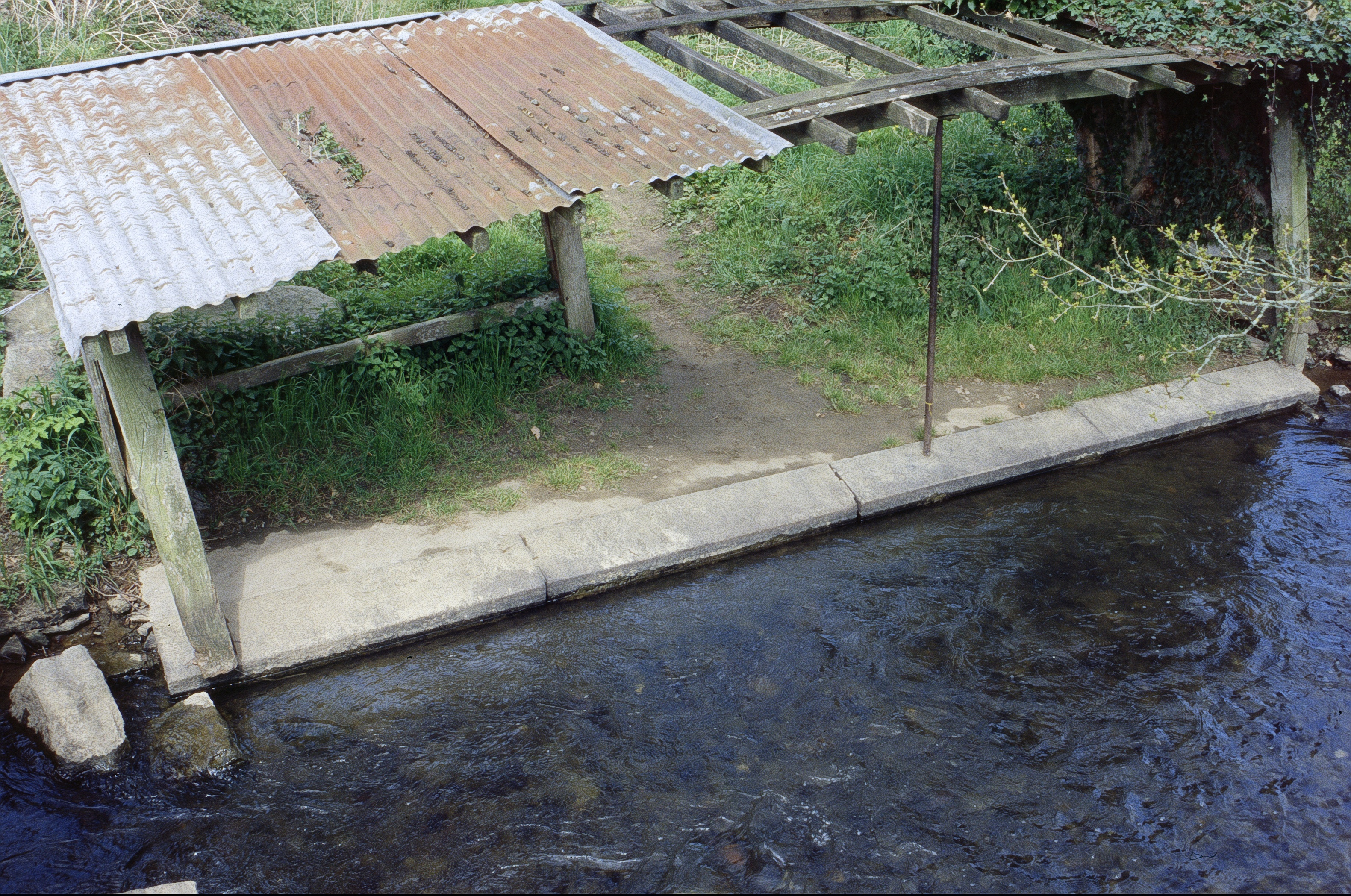
Lavatoio sul Noireau a Tinchebray.
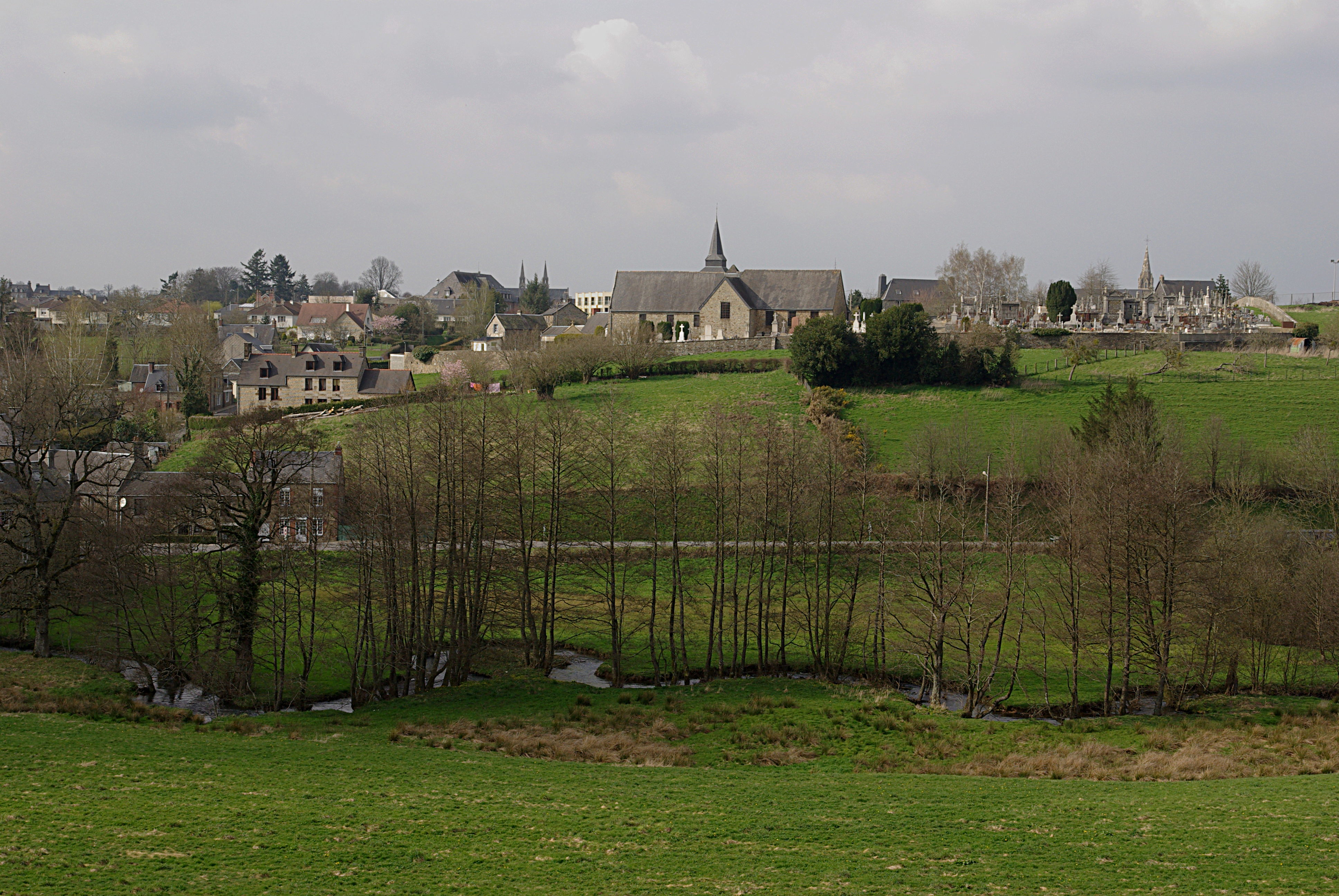
Il Noireau a Tinchebray, al ponte Notre-Dame.
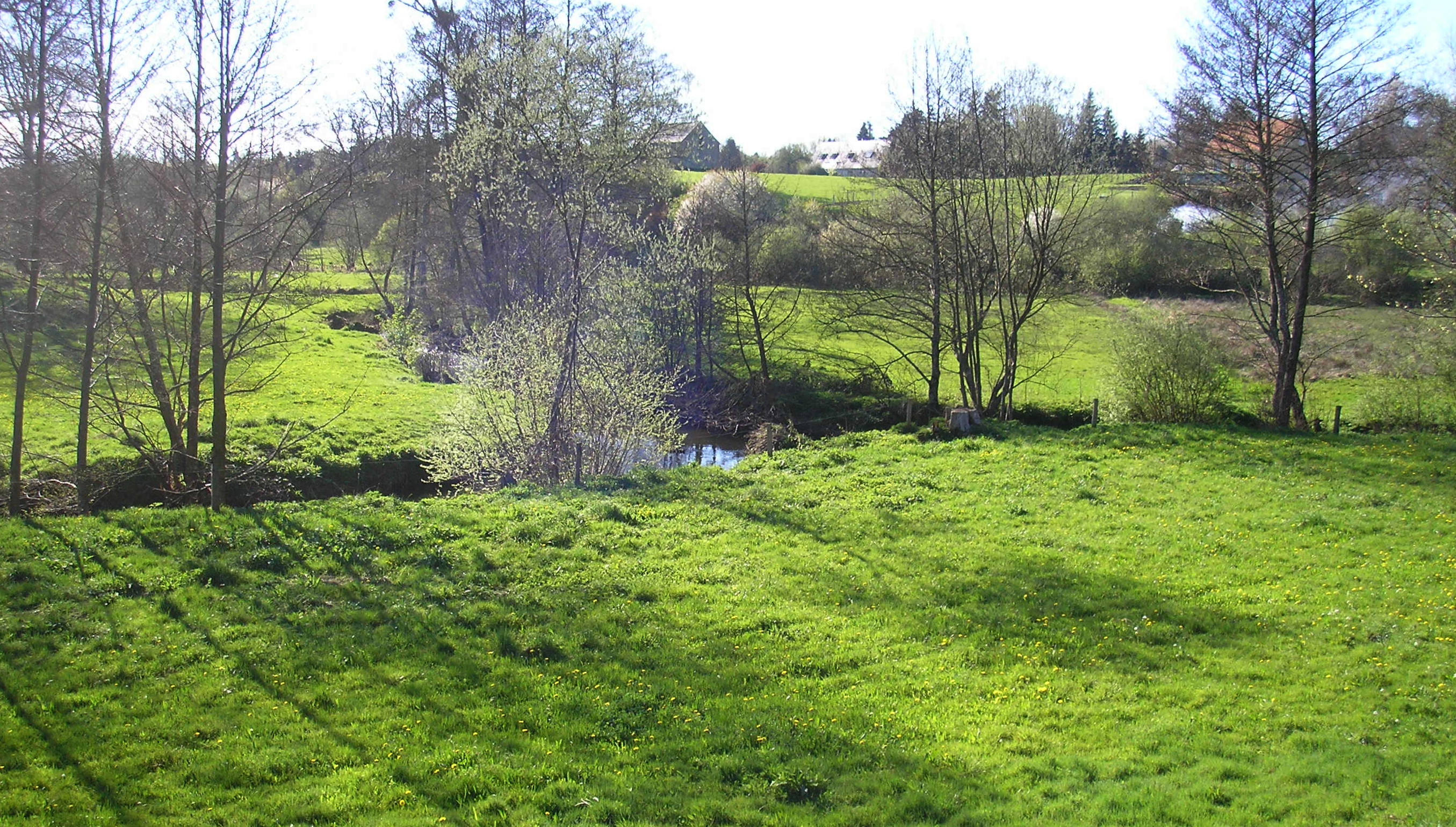
Confluenza della Diane con il Noireau.

## Bacino e affluenti
Il bacino del Noireau è compreso tra quello della Vire a nordovest (in particolare del suo affluente l'Allière) e quello della Loira a sud e a ovest (la Varenne e il suo affluente l'Égrenne). A nord, esso è ugualmente vicino al bacino d'un altro affluente dell'Orne, l'Odon.
Il Noireau riceve le acque del torrente di Montbayer e della Durance (da non confondere con la Durance, affluente diretto del Rodano, né con la Druance) sulla riva destra a Tinchebray poi, proprio all'uscita dal territorio di Tinchebray, il Troitre vi confluisce alla riva sinistra. A Montsecret, due affluenti sulla sinistra lo raggiungono, il Vautigé e la Diane. Esso incontra in seguito numerosi piccoli affluenti, soprattutto alla riva destra, prima di ricevere la Druance in riva sinistra a Condé-sur-Noireau. La Vèr è il suo ultimo affluente significativo e vi si congiunge alla riva destra a Saint-Pierre-du-Regard.

## Comuni attraversati
Il Noireau attraversa il territorio di due città, Tinchebray e Condé-sur-Noireau, e molti altri comuni:
Dipartimento dell'Orne
- Saint-Christophe-de-Chaulieu (sorgente)
- Le Ménil-Ciboult
- Tinchebray
- Frênes
- Montsecret
- Saint-Pierre-d'Entremont (al confine del territorio)
- Cerisy-Belle-Étoile (confine)
- Caligny
- Montilly-sur-Noireau

Confine Orne e Calvados
- Condé-sur-Noireau (Calvados, essenzialmente al confine)
- Saint-Pierre-du-Regard (Orne)
- Saint-Denis-de-Méré (Calvados, confine, attraversamento, poi di nuovo confine)
- Berjou (Orne, confine)
- Cahan (Orne, al confine poi attraverso) poi Ménil-Hubert-sur-Orne (Orne, confine) e Pont-d'Ouilly (Calvados, confine per due volte) fino alla confluenza con l'Orne